# Studenec (gmina Trebnje)
Studenec – wieś w Słowenii, w gminie Trebnje. W 2018 roku liczyła 136 mieszkańców.